# Ukrán Fejedelemség

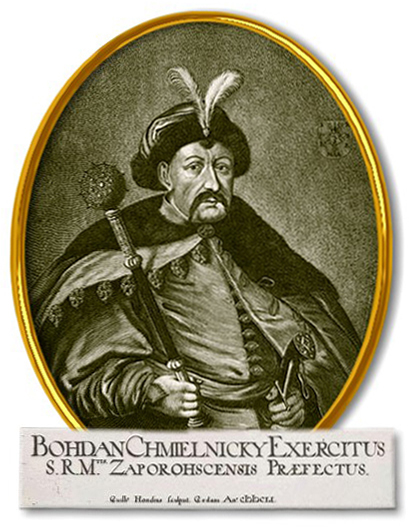
Chmielnicki Bogdán zaporozsjei hetman.

Az Ukrán Fejedelemség rövid ideig, 1649–54 között fennálló történeti állam Ukrajna területén.
Dmitro Visneveckij kozák hetman 1556-ban megalapította a Zaporizzsjai Szicset, amelyet az ukrán kozákság bölcsőjének tekintenek.
A terület Lengyel Királyságon belüli sajátos autonómiáját  a 1649. augusztus 17-én megkötött zborówi béke nyilvánította ki. 1648-ban ugyanis Bohdan Hmelnickij, akit a zaporizzsjai kozákok hetmannak választottak, felkelést indított az ukrajnai lengyel földesurak ellen a kizsákmányolás és elnyomás megszüntetésére, a Zaporozsjei Szics jogainak biztosítására és a terület részleges függetlenségére. A kozákság szálláshelyéül szicsnek nevezett erődítmények szolgáltak, amelyekről később katonai egységeket neveztek el.
A kozákok és a szövetséges krími tatárok számos győzelmet arattak, ezért a lengyelek békére kényszerültek. A béke elismerte az ukránnak nevezett területek autonómiáját, de továbbra is a lengyel–litván állam része maradt. Az autonóm terület élén Bohdan Hmelnickij zaporozsjei hetman állt, s a Zaporozsjei Szics tanácsa mint az autonóm terület (ország)gyűlése funkcionált.
Mivel a békében foglalt egyes pontok csak formálisak voltak és lengyel feudális urak visszatérve ukrán latifundiumaikba folytatták az elnyomást, ezért a kozákok másodszor is felkelést robbantottak ki (1651). Ekkor Hmelnickij az orosz cár birodalmához akarta kötni a Zaporozsjei Szicset, illetve az autonóm ukrán területeket. Ez azonban súlyos hiba volt, mert az orosz uralom korántsem különbözött a lengyel elnyomástól, sőt sokkal keményebbnek bizonyult. A hetman 1657-ben bekövetkezett haláláig Svédország uralmát is kész lett volna elismerni, s az őt követő hetmanok egész sora más és más hatalmakhoz (török, orosz, román, tatár) pártolt. Ennek azonban nagy vesztese Ukrajna lett, aki a legjobban szenvedte meg a háborúk pusztításait.
A lengyelek az évtizedek óta tartó kaotikus állapotok felszámolásához azt a megoldást próbálták végrehajtani, hogy az addigi dualista államot trialista lengyel–litván–rutén állammá alakítsák, ami egyet jelentett azzal, hogy újból feltámasztják az Ukrán Fejedelemséget, de még ez sem vált valóra.